# Tarantula !
Pour les articles homonymes, voir Tarantula (homonymie).
Pour plus de détails, voir Fiche technique et Distribution.
Tarantula ! est un film américain réalisé par Jack Arnold, sorti en 1955.

## Synopsis
Dans un laboratoire isolé, le Professeur Gerald Deemer travaille sur un nutriment qui permettrait de soulager la famine que menace de provoquer l'accroissement de population. Ses expérimentations ont abouti à certains résultats ; mais au prix de sérieux déboires. Un jour qu'il s'est absenté, deux de ses collègues s'injectent le nutriment, avec des conséquences effroyables les conduisant progressivement à la mort par ce qui semble être l'acromégalie. L'un des deux meurt, tandis que l'autre attaque le professeur et lui injecte le produit avant de mourir. Pendant leur combat, une tarentule géante qui a elle aussi reçu une injection s'évade de sa cage. Dès lors, elle ne cesse de grandir, et s'en prend aussi bien au bétail qu'aux humains.

## Fiche technique
- Titre : Tarantula !
- Titre original : Tarantula
- Réalisation : Jack Arnold
- Scénario : Robert M. Fresco et Martin Berkeley
- Production : William Alland
- Société de production : Universal Pictures
- Musique : Henry Mancini et Herman Stein
- Photographie : George Robinson
- Montage : William Morgan
- Direction artistique : Alexander Golitzen et Alfred Sweeney
- Costumes : Jay A. Morley Jr. (non crédité)
- Pays de production : États-Unis
- Format : Noir et blanc - 2,00:1 - Mono - 35 mm
- Genre : Horreur, Science-fiction
- Durée : 76 minutes
- Dates de sortie : 
  - États-Unis : 14 décembre 1955
  - France : 12 octobre 1956

## Distribution
- John Agar : Dr Matt Hastings
- Mara Corday : Stephanie Clayton
- Leo G. Carroll : Professeur Gerald Deemer
- Nestor Paiva : Shérif Jack Andrews
- Ross Elliott : Joe Burch
- Edwin Rand : Lieutenant John Nolan
- Raymond Bailey : Professeur Townsend
- Hank Patterson : Josh
- Bert Holland : Barney E. Russell
- Steve Darrell : Andy Andersen
- Clint Eastwood : Pilote de l'avion
- Tom London : Jeb

## Autour du film
- Dans Las Vegas Parano de Terry Gilliam, c'est le film que regarde le Dr. Gonzo (Benicio del Toro) alors que Raoul Duke (Johnny Depp) tente de résister aux effets de l'adrénochrome qu'il a ingéré en grande quantité.
- Il est fait allusion au rôle de Leo G. Carroll dans la chanson Science Fiction Double Feature du Rocky Horror Picture Show : les paroles exactes sont : « I knew Leo G. Carroll, was over a barrel, when Tarantula took to the hills. »
- Deuxième apparition au cinéma (non créditée) de Clint Eastwood, pilotant l'avion qui lâche la bombe sur « Tarantula »[1].